# Leopold Tyrmand
Leopold Tyrmand (pseudonim Jan Andrzej Stanisław Kowalski; født 16. maj 1920, død 19. marts 1985) var en polsk forfatter og publicist.
Før 2. verdenskrig læste Tyrmand arkitektur i Paris. Under krigen tog han til Vilnius, hvor han var klummeskriver. Efter krigen boede han i Danmark, Norge, Frankrig og Polen (hvor han skrev for bladene Przekrój og Tygodnik Powszechny). I 1966 flyttede han til USA, hvor han arbejdede på The New Yorker og var ansat på State University of New York og Columbia University.